# Ультраправые в США

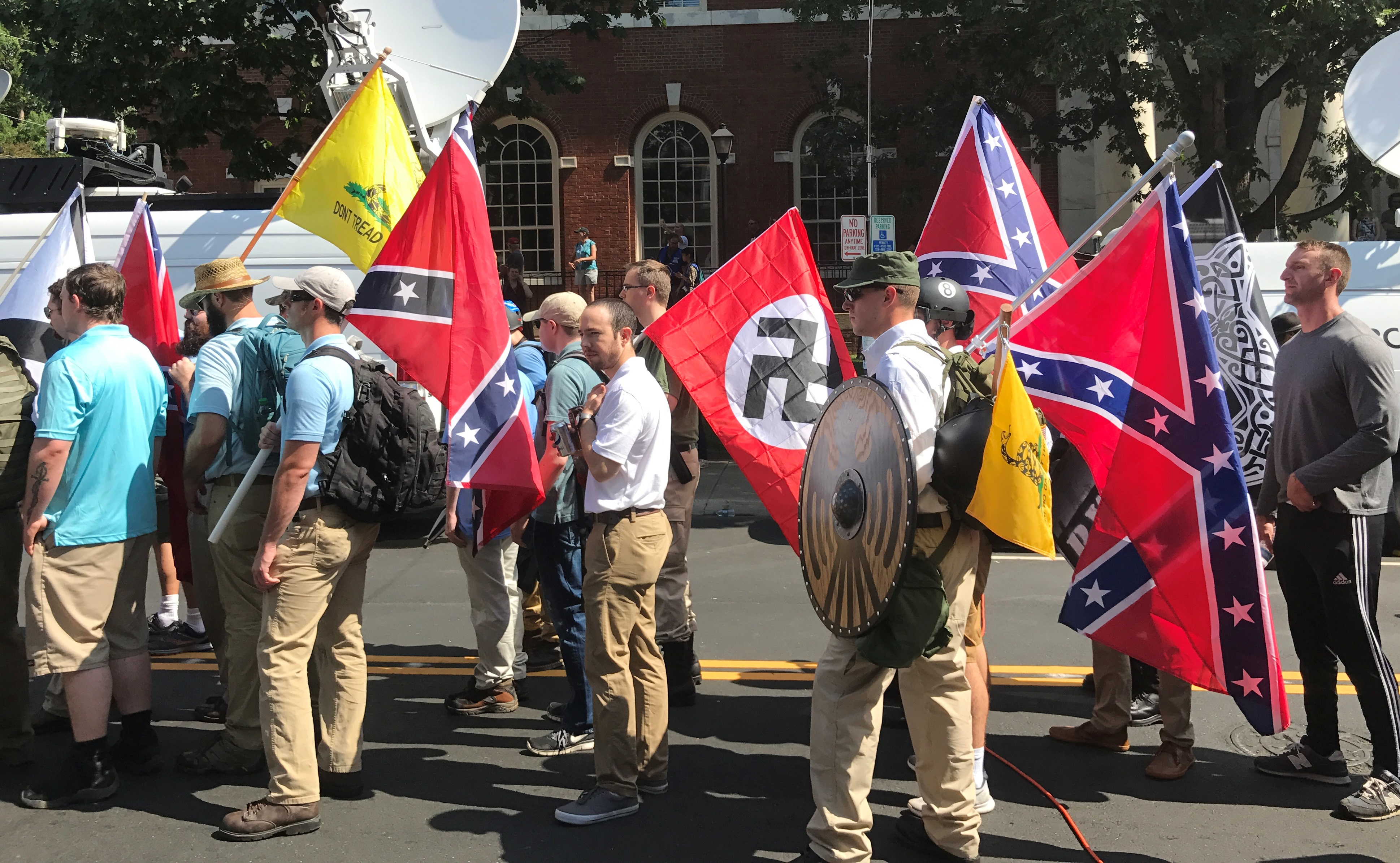
Марш «Объединённых правых» в 2017 году в Шарлоттсвилле

Ультраправые (радикальные правые) в США (англ. radical right) — политическое направление, которое склоняется к крайнему консерватизму, идеологии превосходства «белой расы» и другим правым или ультраправым идеологиям в сочетании с конспирологической риторикой и традиционалистскими и реакционными взглядами. Этот термин был впервые использован социологами в 1950-х годах в отношении небольших групп, таких как Общество Джона Бёрча в Соединенных Штатах, и применяется к аналогичным группам. Ультраправые стремятся произвести фундаментальные (радикальные) изменения социальных институтов и исключить из политической жизни институты и лиц, которых они рассматривают как угрозу их ценностям или экономическим интересам.
По состоянию на 2005 год в США действовало около 500 ультраправых групп расистской и неофашистской направленности. После терактов 11 сентября 2001 года среди американцев вырос уровень исламофобии.

## Изучение
Изучение правых радикалов началось в 1950-х годах, когда социологи пытались объяснить маккартизм, который рассматривался как отход от американской политической традиции. Основа изучения была заложена в работах «Псевдоконсервативное восстание» американского историка Ричарда Хофштадтера и «Источники правых радикалов» Сеймура Липсета. Эти работы, наряду с исследованиями Даниела Белла, Толкотта Парсонса, Питера Вирека и Герберта Хаймана, были включены в издание «Новые американские правые» (1955). В 1963 году, после возникновения «Общества Джона Бёрча», авторы пересмотрели свои более ранние работы, и опубликовали результаты в книге «Радикальные правые». Липсет вместе с Эрлом Раабом проследили историю правых радикалов в книге «Политика абсурда» (1970).
Основные положения работы «Радикальные правые» вызвали критику. Некоторые правые считали, что маккартизм можно объяснить как рациональную реакцию на коммунизм. Другие считали, что маккартизм следует объяснять как часть политической стратегии американской Республиканской партии. Левые критики отрицали, что маккартизм можно интерпретировать как массовое движение, и отвергали сравнение с популизмом XIX века. Другие считали статусную политику, лишение собственности и другие аргументы слишком расплывчатыми.
Эти социологи использовали два разных подхода. В получившей известность работе 1964 года «Параноидальный стиль в американской политике» Хофштадтер стремился дать характеристики ультраправых групп. Хофштадтер писал, что склонные к «политической паранойе» чувствуют себя преследуемыми, опасаются заговора и ведут себя чрезмерно агрессивно, но они социализированы. В 1950-х годах Хофштадтер и другие учёные утверждали, что основное левое движение 1890-х годов, популисты, продемонстрировало то, что, по словам Хофштадтера, было «параноидальным бредом заговора со стороны финансовой элиты».
Историки также применили включали в категорию «политической паранойи» другие политические движения, такие как консервативная Партия Конституционного Союза, созданная в 1860 году. Позднее подход Хофштадтера применялся к новым правым группам, в том числе к христианским правым и американскому патриотическому движению.
Политический успех Дональда Трампа побудил американского историка Рика Перлштейна заявить, что историки недооценили влияние на современные американские политические права популистских, нативистских, авторитарных и конспирологических правых движений, таких как Чёрный легион, последователей Чарльза Кофлина («Христианский фронт») и последователей теории заговора о месте рождения Барака Обамы и переоценил более либертарианское влияние Уильяма Бакли в сферах ограниченного правительства, свободной торговли, интеллектуального консерватизма свободного рынка, а также неоконсервативные проиммиграционные и оптимистичные взгляды Рональда Рейгана.

## Идеология

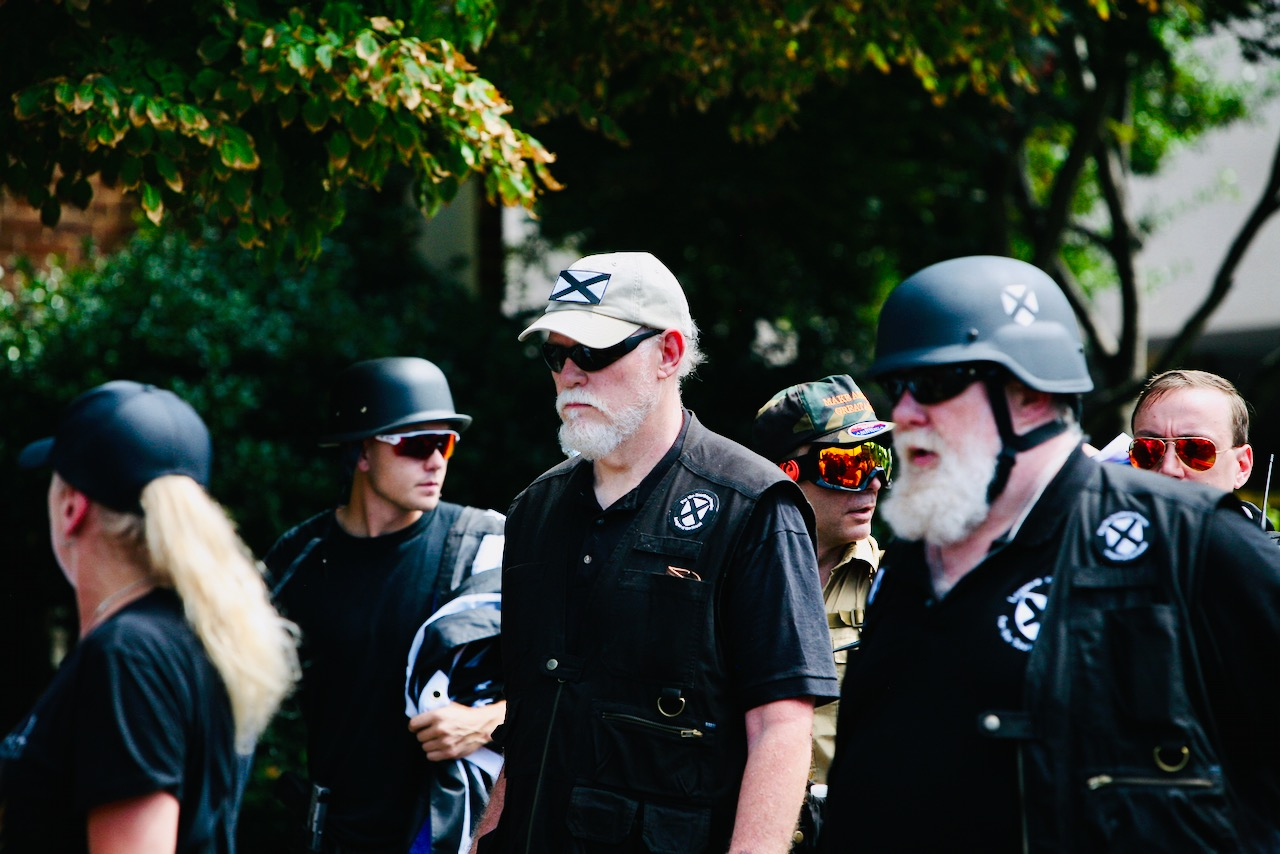
Майкл Хилл (в центре) и другие члены «Лиги Юга» на марше «Объединённых правых», 2017

Исследования правых радикалов в США и правого популизма в Европе, как правило, проводились независимо друг от друга, с очень небольшим количеством сравнений. Европейские исследования, как правило, используют сравнения с фашизмом, в то время как исследования американских радикальных правых подчеркивают их идею американской исключительности. Американские исследования обращали внимание на такие особенности американской среды как последствия рабства, разнообразие религиозных конфессий и историю иммиграции и рассматривали фашизм как исключительно европейское явление.
Хотя термин «радикальные правые» имеет американское происхождение, он был принят некоторыми европейскими социологами. И наоборот, термин «правый экстремизм», имеющий европейское происхождение, был принят некоторыми американскими социологами. Поскольку европейские правые группы, существовавшие сразу после войны, имели корни в идеологии фашизма, их обычно называли неофашистскими. Однако по мере появления новых правых групп, не связанных с историческим фашизмом, термин «правый экстремизм» стал использоваться более широко.
Джеффри Каплан и Леонард Вайнберг утверждали, что правые радикалы в США и правый популизм в Европе представляют собой одно и то же явление, общее для всего западного мира. Они определили основные признаки ультраправых, связанные с экстремизмом последних, их поведением и убеждениями. Как экстремисты, они не видят моральной неопределённости и демонизируют врага, иногда связывая его с «тайными заговорами», такими как «Новый мировой порядок». При таком мировоззрении наблюдается тенденция к использованию методов, выходящих за рамки демократических норм, хотя это характерно не для всех ультраправых. Основное убеждение ультраправых — идея неравенства, которая часто принимает формы противодействия иммиграции или расизма. Исследователи не видят в новых правых какой-либо связи с историческими правыми, которые были озабочены защитой статуса-кво. Они также видят в сотрудничестве американской и европейской форм ультраправых и их взаимном влиянии свидетельство их существования как единого явления.
Даниел Белл считал, что идеология ультраправых заключается в «их готовности отказаться от конституционного развития и приостановить действие свобод, потворствовать коммунистическим методам борьбы с коммунизмом». Историк Ричард Хофштадтер отмечал, что «Общество Джона Бёрча подражает коммунистическим ячейкам и квазисекретным операциям через „передовые“ группы и проповедует безжалостное ведение идеологической войны по принципам, очень похожим на те, которые оно находит у коммунистического противника». Он цитирует Барри Голдуотера: «Я бы посоветовал нам проанализировать и скопировать стратегию врага; их стратегия сработала, а наша — нет».
Главной чертой радикальных правых является конспирология. В представлениях американских ультраправых воображаемые угрозы могут исходить от американских католиков, небелых, женщин, гомосексуалистов, светских гуманистов, мормонов, евреев, мусульман, индуистов, буддистов, американских коммунистов, масонов, банкиров и правительства США. Александр Зайчик в статье для Южного центра правовой защиты бедных (SPLC), отметил, что популяризирацией теорий заговора в кабельных новостей заговора занимались Гленн Бек, Лу Доббс, Общество Джона Бёрча, WorldNetDaily и др. В осеннем выпуске «Разведывательного отчёта» SPLC за 2010 год он назвал десять основных теорий заговора радикальных правых.
Общим местом для большинства этих представлений является «Нового мирового порядка», теория заговора, согласно которой существует тайная мировая элита, стремящася к установлению единого мирового коммунистического правительства. Теория заговора, утверждающая, что глобальное потепление является обманом, также иногда связана с идеологией ультраправых. С 2017 года среди крайне правых маргинальных групп  широко пропагандируется теория заговора QAnon. Во время пандемии COVID-19 ультраправые лидеры и влиятельные лица продвигали риторику против вакцинации и теории заговора, связанные с пандемией.

## Законность и противодействие

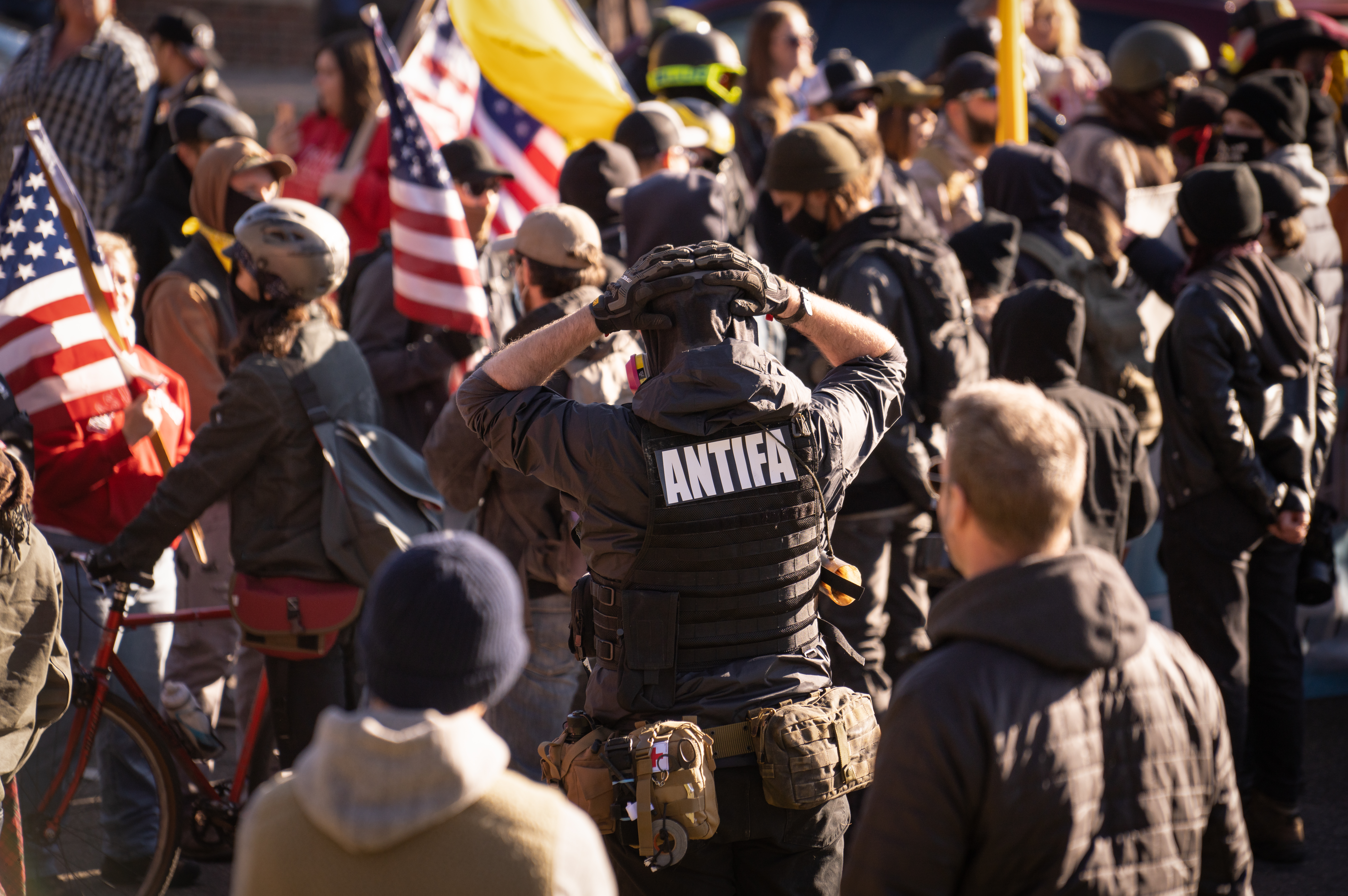
Антифа в США, 2020

Первая поправка к Конституции США гарантирует свободу слова, что предоставляет политическим организациям большу́ю свободу, в частности, в выражении нацистских, расистских и антисемитских взглядов. Знаковым прецедентом, связанным с Первой поправкой, стало дело Национал-социалистическая партия Америки против Скоки, когда неонацисты планировали провести свой марш в преимущественно еврейском пригороде Чикаго. Марш в Скоки так и не состоялся, но решением суда неонацистам было разрешено провести серию демонстраций в Чикаго.
Организации, информирующие об неонацистской деятельности в США, включают Антидиффамационную лигу и Южный центр правовой защиты бедноты. Американские неонацисты нападают на меньшинства и притесняют их.
В 2020 году ФБР переклассифицировало неонацистов, отнеся их к тому же уровню угрозы, что и ИГИЛ. Крис Рэй, директор Федерального бюро расследований, заявил: «Террористическая угроза не только разнообразна, но и неумолима».